# Jesús Gómez (actor)
Jesús Gómez (Madrid, 1922 -Buenos Aires, 1 de septiembre de 1980) fue un popular actor cómico español que hizo su carrera en Argentina.

## Biografía
El simpático actor Jesús Gómez, brilló notoriamente por más de tres décadas tanto en cine como en teatro y televisión. Iniciado durante la época de oro del cine argentino, hizo su primer papel cinematográfico en 1949 con el film  Otra cosa es con guitarra protagonizado por Roberto Quiroga. Luego vino Mi novia es otra (1962), y se despidió con El gordo Villanueva (1964), junto a Jorge Porcel, Julia Sandoval y Juan Carlos Altavista.
Español de origen, empezó como cantante de zarzuelas en la etapa en estudio llegando a la plenitud como actor. En teatro integró compañías teatrales con primeras figuras como Olinda Bozán, Raimundo Pastore y Miguel Mileo en 1948. En 1949 formó parte de la Compañía de Comedias Cómicas y Sainetes de Alberto Vaccarezza, junto con Raimundo Pastore, Pepita Muñoz y Eloy Álvarez, en el Teatro Buenos Aires. Un año más tarde, en 1950 forma parte de la Compañía de Comedias María Esther Podestá.
El artista Jesús Gómez falleció durante un confuso episodio el lunes 1 de septiembre de 1980. Sus restos descansan en el panteón de la Asociación Argentina de Actores del Cementerio de la Chacarita.

## Filmografía
- 1964: El gordo Villanueva.
- 1962: Mi novia es otra.
- 1949: Otra cosa es con guitarra.[2]

## Televisión
- 1951: Gómez-Barbieri-Pelele-Tormo-Indio Araucano.

## Teatro
- El casamiento de Chichilo (1968), estrenado en el Teatro Blanca Podestá.
- Mi suegra esta loca...loca...loca (1968)
- El padre Tarantela (1968)

- Mi marido se vuelve loco (1960), de Octavio Sargenti, en el Teatro Marconi.[3]
- El conventillo de la paloma (1959), en el Teatro Variedades.
- Payucano Zonzo (1957) Teatro Italiano de Junín con Vicente Formi, Aurora Sánchez, Floreal Domínguez, Lolita Gay, Raúl Sanuy, Norma Montana, Hugo Falcón y Alicia Montalbán.
- De la chacra al palacete, bien casada y con billetes (1956).
- Bodas de plata y soltera (1950).
- ¡Qué noche de casamiento! (1950).
- Cuando voten las mujeres (1950), comedia en tres actos original de Daniel Centeno, estrenada en Rosario, Santa Fe.
- Allá en los tiempos del jopo (1949), con Pepita Muñoz, Raimundo Pastore, Eloy Álvarez, María Esther Paonessa, el cuarteto Los Ases y el cantor Ortega del Cerro.
- El mejor candidato (1947), junto a Pepe Ratti y Pepita Muñoz, estrenado en el Teatro Cómico.
- Flor y truco con Quiroga, el mejor cantor en boga (1947).
- Un pajuerano en la ciudad (1946).
- ¡Los Muchachos Quieren Volver! (1945) Teatro El Nacional.
- Está… Tutto Listo! (1945), en el Teatro El Nacional con Victoria Cuenca, Mabel Miranda, Nené Cao, Carmen del Moral, Carlos Castro, Roberto García Ramos, Vicente Formi y Ramón Garay.